# 巴川コーポレーション
株式会社巴川コーポレーション（ともえがわコーポレーション、英: TOMOEGAWA CORPORATION）は、ファイバーマテリアル事業、電子材料事業、トナー事業、セキュリティメディア事業などを手がける企業である。

## 概要
かつては電気絶縁紙や電気通信紙などの特殊紙を得意とする製紙会社であったが、事業の主体を電子材料製造などのエレクトロニクス部門に移している。近年は、iCasブランドの製品を拡充し電子部品の故障・誤作動の防止に貢献するとともに、環境配慮型のグリーンチップブランド製品を開発している。

## 沿革
- 1914年（大正3年）6月19日 - 井上源三郎により、現在の静岡県静岡市清水区に巴川製紙所を創設。
- 1917年（大正6年）8月15日 - 株式会社巴川製紙所設立。社名は清水工場付近を流れる巴川に因む。
- 1933年（昭和8年）11月 - 用宗工場（現 静岡事業所）操業開始。
- 1945年（昭和20年）8月 - 新宮木材パルプ株式会社を合併し、新宮工場を継承。
- 1949年（昭和24年）11月 - 製紙技術研究所(現 技術研究所)を開設。
- 1961年（昭和36年）10月 - 東京証券取引所ならびに大阪証券取引所の市場第一部に上場。
- 1972年（昭和47年）3月 - 製紙技術研究所を技術研究所に改称。以降、製紙業外の新規事業に進出。
- 1978年（昭和53年）11月 - アメリカイリノイ州にTOMOEGAWA（U.S.A.）INC.を設立。
- 1984年（昭和59年）5月 - オランダアムステルダムにTomoegawa Europe B.V.を設立。
- 1995年（平成7年）6月 - パルプ事業から撤退、新宮工場を閉鎖。
- 2004年（平成16年）9月 - 香港にTOMOEGAWA HONG KONG CO.,LIMITEDを設立。
- 2005年（平成17年）
  - 4月 – 大阪証券取引所への上場廃止。
  - 7月 - 中国広東省にトナーの製造・販売を行う巴川影像科技（恵州）有限公司を設立。
- 2006年（平成18年）
  - 10月 - 洋紙事業部を分社化、新巴川製紙株式会社を設立。通称社名を「TOMOEGAWA」とする。　
  - 12月 - 巴川コリア株式会社を設立。
- 2009年（平成21年）3月 - キャパシタ・電池用電極事業合弁会社(ATエレクトロード(株))を設立。
- 2010年（平成22年）2月 - ディスプレイ用反射防止フィルム製造を行なう(株)トッパンTOMOEGAWA オプティカルプロダクツ(現(株)トッパンTOMOEGAWAオプティカルフィルム)を設立
- 2011年（平成23年）7月 - 中国江西省にトナーの製造・販売を行う日彩影像科技(九江)有限公司を設立。
- 2012年（平成24年）3月 - インドの電気絶縁紙メーカーであるAura Paper Industries(India) Pvt. Ltd.に出資。
- 2013年（平成25年）
  - 10月 - 新巴川製紙株式会社を吸収合併。機能紙事業部を設置。
  - 10月 - 台湾・高雄市に駐在員事務所を開設
- 2014年（平成26年）6月 - 創業100周年を迎える。
- 2015年（平成27年）6月 - 熱・電気・電磁波コントロール関連製品の統一ブランド「iCas®」を創設。
- 2016年（平成28年）
  - 2月 - 台湾の駐在員事務所に代わり、子会社として台湾巴川股份有限公司を設立。
  - 3月 - インドの持分法適用関連会社　Aura Paper Industries(India)Pvt.Ltd.の株式を追加取得、子会社化。TOMOEGAWA Aura India Pvt. Ltd.に名称変更。
- 2018年（平成30年）
  - 3月 - 複写機・プリンター用トナー等の中国での販売の為、巴川（広州）国際貿易有限公司を設立。
  - 11月 - 本社を東京都中央区の京橋トラストタワーに移転。
- 2020年（令和2年）
  - 3月 - 昌栄印刷株式会社の株式を追加取得し子会社化。
  - 9月 - TOMOEGAWA (U.S.A.) Inc.における生産活動を終了。
- 2024年（令和6年）1月1日 - 株式会社巴川コーポレーションに社名変更。

## 製品

### リードフレーム固定テープ
車載用やパソコン用等の半導体パッケージ内部に使用される接着テープ。実装時に微細なリードフレームを固定するために使用される。高い絶縁性と組立時の加熱工程に耐えられる高い接着力を持つ。技術力や信頼性の高さから実装時の作業性向上が期待できる製品として世界トップシェアを誇り、世界標準の製品として使用されている。

### 銅繊維シート
「銅の持つ高い導電性・放熱性」と「紙の持つフレキシブル性・クッション性・軽量性」を併せ持つ銅繊維100％のシート。電子機器などの薄型化、軽量化、設計自由化を実現する。また、多孔質のため金属箔に比べて比表面積が大きく、放熱効果が大きくなり、電子機器の故障や誤作動防止に貢献する。

### グリーンチップ®CMF®
セルロースマイクロファイバーを高配合した複合樹脂。石油由来樹脂の使用量を低減し、CO2削減にも貢献する環境に優しい製品。PP樹脂と比較して強度、耐熱性が高く、成形品の厚みが薄く出来るため軽量化が可能となる。

## 主要事業所
- 本社 - 東京都中央区京橋2丁目1-3 京橋トラストタワー7階
- 静岡事業所 - 静岡市駿河区用宗巴町3-1
- 清水事業所 - 静岡市清水区入江1丁目3-6
- 新宮山林事務所 - 和歌山県新宮市佐野3-14-43

## 事業
- ファイバーマテリアル事業 - 電気絶縁紙、機能性シート、特殊紙などの開発、製造、販売
- 電子材料事業 - 半導体用リードフレーム固定テープ、TABテープ、静電チャック、FPD向け光学フィルムなどの開発、製造、販売
- トナー事業 - 複合機・プリンター用トナーの開発、製造、販売
- セキュリティメディア事業 – 有価証券、カード、帳票、磁気記録関連製品などの製造、販売
- 新規開発事業 - 銅繊維シートなどの熱・電気・電磁波コントロール材料及び関連製品の開発、製造、販売
- その他の事業 - 特殊紙、磁気、粉体、電子材料などに加え、高周波の誘電率・透磁率などの分析・評価サービスを提供

## 関係会社

### 関係会社
- 巴川物流サービス株式会社
- 新巴川加工株式会社
- 三和紙工株式会社
- 株式会社NichiRica
- 昌栄印刷株式会社
- TOMOEGAWA (U.S.A.) INC. - アメリカ・イリノイ州・ホイーリング
- Tomoegawa Europe B.V. - オランダ・アムステルダム
- 巴川香港有限公司 - 香港（九龍）
- 巴川（広州）国際貿易有限公司 - 中国広州市
- 巴川影像科技(恵州)有限公司 - 中国恵州市
- 日彩影像科技(九江)有限公司 - 中国九江市
- TOMOEGAWA Aura India Pvt. Ltd. - インド・ハイデラバード
- 巴川コリア株式会社 - 韓国ソウル
- 台湾巴川股份有限公司 - 台湾高雄市

### 持分法適用会社
- 株式会社トッパンTOMOEGAWAオプティカルフィルム